# へっぐ号銃撃事件
へっぐ号銃撃事件（へっぐごうじゅうげきじけん）とは、1982年（昭和57年）に発生した日本のタンカーがフィリピン国防軍の攻撃機に銃撃された事件である。

## 事件の概要
日本のケミカルタンカーである「へっぐ号」（HEGG 5,307t 乗員22人）はメタノールを積載して、インドネシアのスラバヤを出港した。目的地は韓国の釜山港であった。そして1982年1月15日16時50頃、フィリピンのミンダナオ島沖を航行中にフィリピン国防軍の攻撃機（T-28D）に銃撃された。
船体には銃撃による破孔ができ、船員1名が重傷を負った。へっぐ号はそのままフィリピン軍の攻撃を切り抜けて北上。那覇港へと向かった。同月18日、フィリピン政府は「15日6時頃に、国旗を掲げていない不審船に停船命令を発したが無視をされ、14時頃にフィリピン空軍機の警告にも応じなかったため銃撃を行った」と発表した。「同船が国旗を掲げておらず、停船命令にも応ぜず、武器密輸船の疑いがある国籍不明船であるため銃撃した」旨を説明、正当性を主張した。
海上保安庁の巡視船PL105「もとぶ」、PL126「くにがみ」が、事情聴取と現状把握のためにへっぐ号へと急行し、20日の9時前に沖縄本島南方130海里（240km）の海上で同船を確認。巡視船「もとぶ」から調査員が派遣され、翌21日にへっぐ号は那覇港に入港。25日まで、海上保安庁による徹底的な調査が行われた。

### 調査結果
武器やテロリストの輸送については、痕跡は認められず、乗組員も全員一致して否定。
停船命令については、15日6時頃の警備艇からの警告を船橋当直者らが認めておらず、船長は同日14時頃の空軍機からの信号弾も1回目は停船命令と認識せず、2回目に銃撃を受けてから停船命令であったと認識したと主張した。
また、引き続き行われた銃撃に危険を感じたため、航行を続行したと主張した。
国籍を示す日章旗の掲揚は、空軍機が1回目の信号弾投下時まで掲げていなかったと判断された。
なおフィリピン側がこのような武力行使に出た経緯であるが、ミンダナオ島周辺海域は海賊が出没するうえに、ミンダナオ島ではイスラム系モロ族の反政府ゲリラがテロ行為を続けており、へっぐ号がゲリラへの武器を運搬する輸送船と疑っていたにもかかわらず、停船に応じないため逃走と判断し銃撃したというものであった。

## へっぐ号の運航実態
へっぐ号は日本船籍であり、日本の海事法制上、本来は外国籍船員の乗組は認められていなかったにもかかわらず、乗組員22名のうち日本人は船長以下7名のみで、他15名は韓国人であった。また、船長も、本来遠洋区域では500トン未満の船の船長資格にしかならない甲種二等航海士の海技免状しか保有していなかった。
これは、日本の船員法・船舶職員法等の適用を避けて外国籍船員の配乗などの運航コスト低減を図る目的で、日本籍船を海外企業との間で複雑に用船契約する「マルシップ」と呼ばれる行為が数多く行われていたことによるもので、日本籍船を一旦海外企業に乗組員なしの状態で用船に出し、用船先海外企業の下で外国籍船員の配乗等を行った後、日本の海運会社が用船することにより、日本の船員法・船舶職員法の適用を回避していた。へっぐ号の場合、船主は高知市の「大一商運」だが、この会社は来島どっくグループの海運会社「北日本大井海運」（東京都）傘下の船舶所有会社で登記上のみの存在であり、ここからパナマ籍企業（こちらも登記上のみの存在）に乗組員なしの状態で用船され、海外系船舶代理店企業により乗組員の配乗を行った上で大一商運が用船し、それをさらに北日本大井海運が用船していた。事件当時は、北日本大井海運からノルウェーの海運会社に定期用船されて運航されているという状態であった。
事件の報道を通じて、このような当時の「マルシップ」の実態が広く知られることとなった。海事法制の規制を回避する行為の多発は、船舶運航の安全性の低下を来たし、海洋汚染につながる重大事故を誘発しかねないことから、日本の運輸省は船員法・船舶職員法の改正を進めていたところでもあり、この後の改正により、日本籍船舶の日本の海事法制による乗組員資格・定員順守等が、「マルシップ」の場合についても一部強化されることとなった。
しかしながら、マルシップ問題の背景にあった人件費等の運航コストの格差は、この後も円高の進行等により一層深刻化し、以後日本の外航海運会社は、海外に船舶所有会社を設立・登記してそれに保有船を所有させる形態（便宜置籍船）を広く用いるようになり、日本船籍の外航船は著しく減少していくこととなった。そのため、日本の海事法制の規制を受けない船舶はむしろ増加してしまうこととなり、1990年代以降、日本政府は日本籍外航船の維持のため、新たな対策を迫られることとなった。